# Brasero
Brasero – otwartoźródłowy program do nagrywania dysków optycznych dla systemów uniksopodobnych wydany na licencji GNU GPL. Brasero jest graficzną nakładką GTK+ korzystającą z cdrtools, growisofs, a opcjonalnie również z libburn. Wersja 2.26 środowiska graficznego GNOME wprowadziła nagrywarkę Brasero jako jej integralną część, czyniąc też zmianę w jej numerowaniu